# Changement

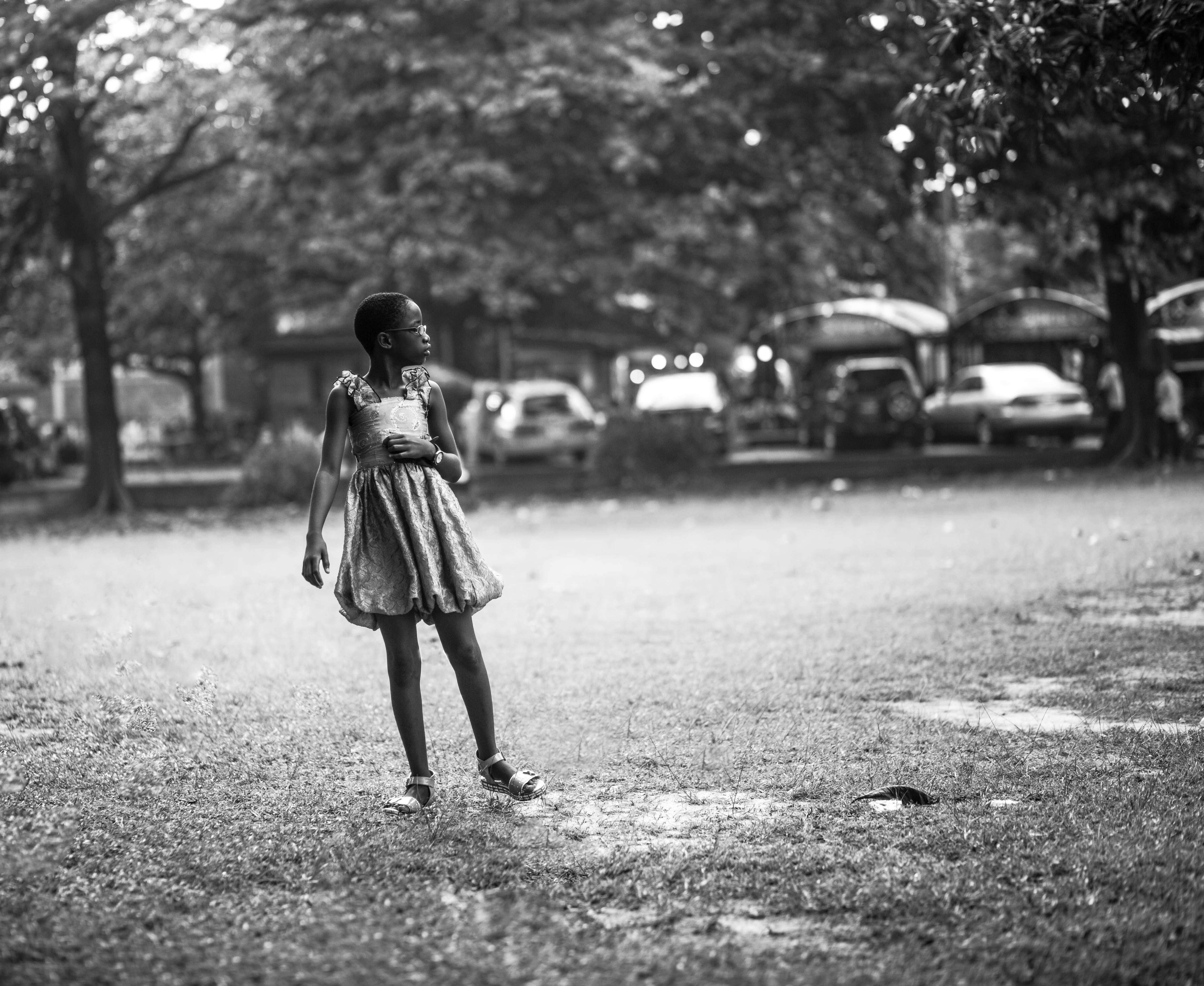
Changement de direction.

Pris absolument, le changement désigne le passage d'un état à un autre qui peut s'exercer dans des domaines très divers et à des niveaux très divers.
Selon la nature, la durée et l'intensité de ce passage, on parlera d'évolution, de révolution, de transformation, de métamorphose, de modification, de mutation de régression (ie de transformation profonde et durable)…
On distingue le changement « endogène », dû à des causes internes (par ex : les révolutions politiques), du changement « exogène », provoqué par des causes externes (par ex : la révolution du téléphone mobile).

Chez les humains, le changement suscite des réactions diverses, allant de l'espoir le plus fou (thème de l'Apocalypse) à la phobie[réf. souhaitée], en passant par le rejet (néophobie, misonéisme). À moins qu'il n'engendre qu'une réaction désabusée comme le montre le roman Le Guépard de Giuseppe Tomasi di Lampedusa : 

« Il faut que tout change pour que rien ne change… »

## Les causes théoriques du changement par auteurs
Ne seront cités ici que les auteurs ayant une forte notoriété et dont la notion de changement est au centre de leurs œuvres.

### Le changement en philosophie
| Auteurs   | Nature du changement                                        | Cause du changement                                |
| --------- | ----------------------------------------------------------- | -------------------------------------------------- |
| Héraclite | Changement : éternellement en devenir                       | L'adversité antagoniste                            |
| Parménide | Changement : sans passé, sans futur et fin                  | Être inengendré                                    |
| Xénophane | Changement : Le changement est rectiligne                   | Monde issu de la terre et y retourne               |
| Empédocle | Changement : Les Quatre éléments éternels et incorruptibles | La haine dissocie et l'amour réunit, tout commence |
| Nietzsche | Changement : Éternel retour                                 | Pas de fin, ni de début                            |

### Le changement en sociologie
L'idée de changement est étroitement associée à celle de progrès[réf. nécessaire].
| Auteurs               | Changements sociaux observés par ces auteurs           | Cause du changement social                                                                |
| --------------------- | ------------------------------------------------------ | ----------------------------------------------------------------------------------------- |
| Saint-Simon           | Agriculture / industrie                                | Développement des sciences et techniques industrielles                                    |
| Alexis de Tocqueville | Aristocratie / démocratie                              | Optimisation entre l'égalité et de la liberté des hommes                                  |
| Ferdinand Tönnies     | Communauté / société                                   | Augmentation de la volonté réfléchie par l'échange, le commerce, l'industrie, la science. |
| Émile Durkheim        | solidarité mécanique / solidarité organique            | Densité démographique cause de la division du travail (et sa spécialisation)              |
| Auguste Comte         | état théologique / métaphysique / positif              | Augmentation de l'utilisation de l'observation et du raisonnement individuel              |
| Karl Marx             | Mode de production esclavagiste / féodal / capitaliste | Conflit de classe du fait de rapports de production et de développement                   |
| Max Weber             | révolution industrielle                                | Multicausal dont forces économiques et forces religieuses                                 |

### Le changement en psychologie
| Auteurs        | Nature du changement         | Cause du changement                               |
| -------------- | ---------------------------- | ------------------------------------------------- |
| Kurt Lewin     | Changement : la motivation   | Peur de s'écarter de la norme et la communication |
| Chris Argyris  | Changement : l'apprentissage | Apprentissage en simple et double boucle          |
| Eliott Jacques | Changement : la motivation   | Intériorisation de valeurs collectives            |

## Les conséquences pratiques du changement

### Les résistances au changement
Un changement imposé est un changement auquel on s'oppose. Il n'en reste pas moins que certains changements ne sont pas négociables[réf. souhaitée]. Il convient alors de gérer les résistances naturelles qui s'opèrent.
Les formes les plus souvent observées de résistance sont au nombre de quatre :
- L'inertie par laquelle la résistance est larvée, exprimée par « non-dit », et où la procrastination des « résistants » est leur arme principale.
- L'argumentation qui donne lieu a des discussions sans fin, par laquelle il est demandé/exigé des explications.
- La révolte par laquelle on agit contre le changement.
- Le sabotage par lequel on essaie de montrer l'ineptie du changement.

### La conduite du changement
La conduite du changement est l'ensemble des opérations effectuées au sein d'une organisation pour lui permettre de s'adapter au changement et à l'évolution de l'environnement. C'est une modification de caractères par l'apprentissage.
Elle est par exemple nécessaire à mettre en œuvre lorsqu'une entreprise adopte de nouveaux outils (machines, numérique…), ou encore une nouvelle organisation. Les membres de l'organisation sont alors accompagnés afin de comprendre et d'apprivoiser cette nouveauté, et l'intégrer petit à petit à leur environnement de travail.
Savoir gérer la conduite du changement fait désormais partie des impératifs des entreprises, à tel point que des métiers en sont nés, et que des cabinets en ont fait leur spécialité. Les démarches de conduite du changement sont aujourd'hui extrêmement courantes du fait de la révolution numérique.